# Brad Loree
Brad Loree, właściwie Bradley Clifford Roy Loree (ur. 5 lipca 1960 w Burnaby w prowincji Kolumbia Brytyjska) – kanadyjski aktor i statysta filmowy.

## Filmografia

### Aktor
- 2010: Zlecenie na śmierć (Icarus) jako płatny zabójca
- 2008: Nie z tego świata (Supernatural) jako oficer (gościnnie)
- 2005: Battlestar Galactica jako Bonnington (gościnnie)
- 2006: Dead Calling jako deputowany Aaron
- 2004: A Beachcombers Christmas jako Bicky Rankin
- 2004: Agenci bardzo specjalni jako diler Henchman
- 2004: Gwiezdne wrota (Stargate SG-1) jako Jaffa (gościnnie)
- 2003: X-Men 2 (X2) jako Stryker, lat 40
- 2002–2005: Tajemnice Smallville (Smallville) jako Barkeeper (gościnnie)
- 2002: Halloween: Resurrection jako Michael Myers
- 2001: Turbulencja 3 (Turbulence 3: Heavy Metal) jako Stopnow
- 2000–2000: Cień anioła (Dark Angel) jako Sector Cop #1/młody żołnierz (gościnnie)
- 1999: Millenium (Millennium) jako mężczyzna (gościnnie)
- 1998: American Dragons jako Mike
- 1994–1997: Z Archiwum X (The X Files) jako strażak/mężczyzna (gościnnie)
- 1994: Strażnik czasu (Timecop) jako